# Депортация венесуэльцев из США в Сальвадор

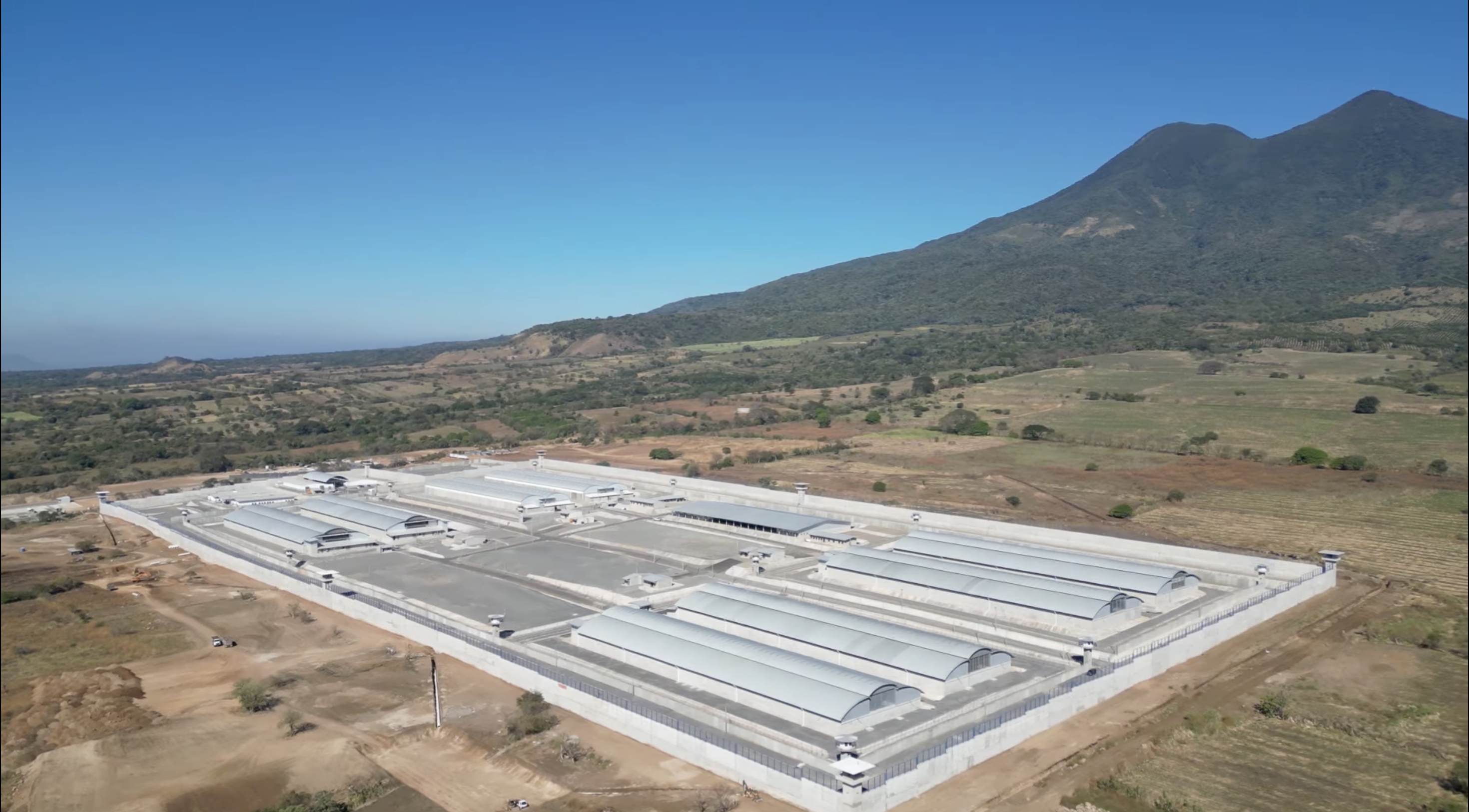
Центр содержания террористов в Сальвадоре

Депортация венесуэльцев из США в Сальвадор — осуществлённая в марте 2025 года по инициативе администрации Дональда Трампа высылка проживавших в США граждан Венесуэлы, подозреваемых в причастности к организованной преступности, из США в Сальвадор, где они во внесудебном порядке были заключены в Центр содержания террористов.
Верховный комиссар ООН по правам человека Фолькер Тюрк заявил, что массовая депортация иностранцев из США, особенно в страны, отличные от их стран происхождения, вызывает серьезную обеспокоенность. «Семьи, с которыми мы говорили, ощущают полное бессилие. Они испытывают боль от того, что их близких называют опасными преступниками или террористами и обращаются с ними как с таковыми — без какого-либо судебного решения, подтверждающего эти обвинения», сказал он.

## Ход событий
В начале февраля 2025 года Сальвадор согласился принимать у себя высланных из США «нежелательных» мигрантов и даже граждан США, отбывающих сроки заключения в США. Для содержания «наиболее опасных» высланных президент Сальвадора Найиб Букеле предложил «мегатюрьму» CECOT (Центр содержания террористов), которая была открыта в 2023 году и вмещает около 40 тыс. заключённых. По данным Associated Press, в рамках этого соглашения США должны заплатить Сальвадору $6 млн за содержание 300 заключённых на протяжении одного года.

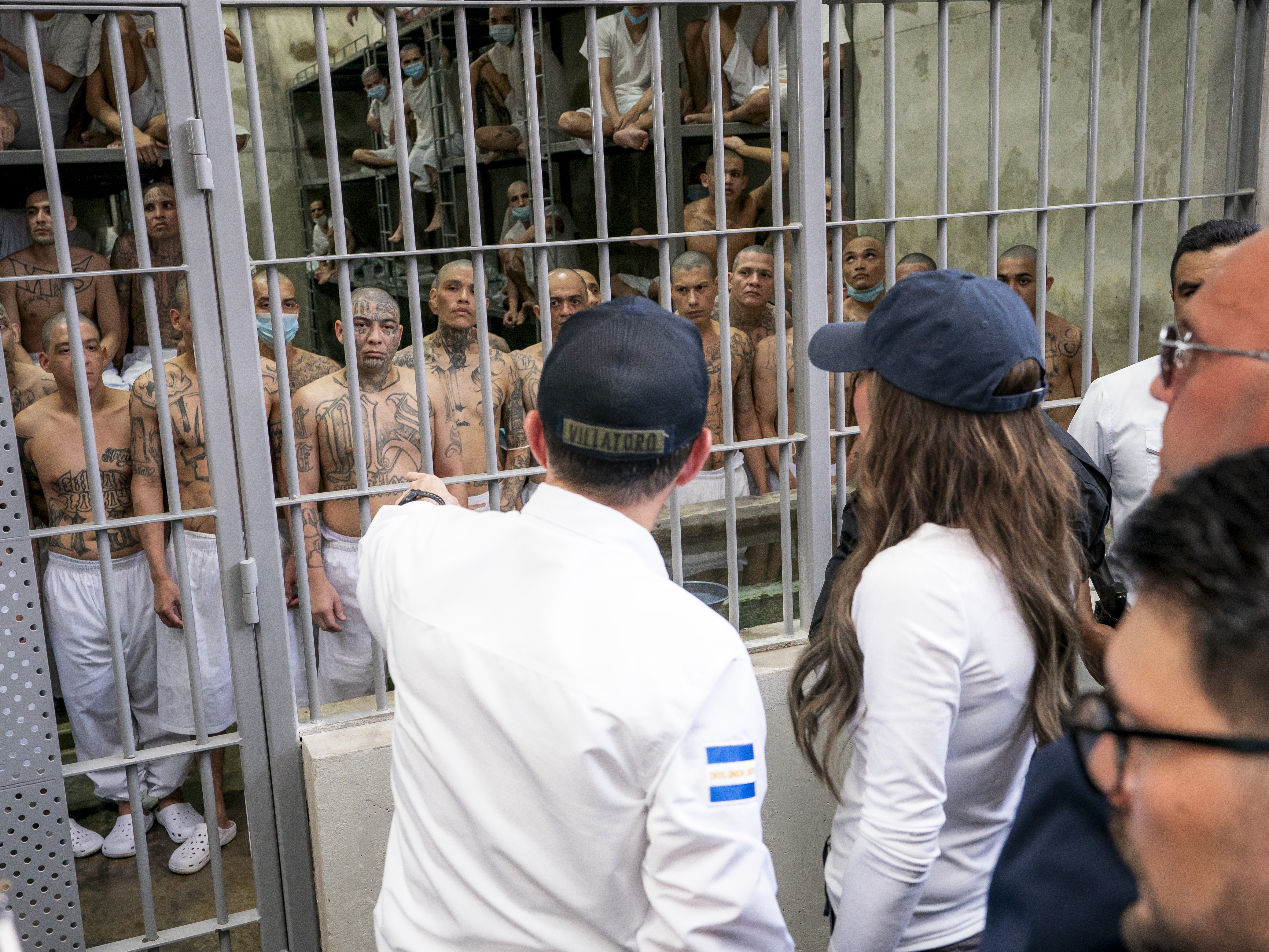
Министр юстиции Сальвадора Густаво Виллаторо и министр внутренней безопасности США Кристи Ноэм посещают Центр содержания террористов, 26 марта 2025 года

В феврале 2025 года Государственный департамент США внес в списки террористических организаций венесуэльскую преступную группировку Tren de Aragua (TdA), указав, что она причастна к похищениям людей, рейдерству и нападениям на представителей сил правопорядка США. 15 марта 2025 года президент США Дональд Трамп подписал указ, согласно которому лиц, подозреваемых в членстве в TdA можно депортировать из США в упрощённом порядке, поскольку эта группировка «осуществляет враждебные действия» против Соединенных Штатов «по указанию» правительства Венесуэлы и есть основания использовать Закон о проживающих в стране подданных вражеского государства 1798 года (он ранее применялся всего трижды в истории США — в частности, во время Первой и Второй мировых войн), который позволяет властям депортировать мигрантов в обход стандартных процедур.
В тот же день, 15 марта 2025 года, из США в Сальвадор было выслано 137 граждан Венесуэлы, депортируемых в особом порядке, 101 человек, депортируемых в обычном порядке и 23 гражданина Сальвадора, подозреваемых в причастности к преступной группировке MS-13. По прибытии в Сальвадор этих 238 венесуэльцев заключили в Центр содержания террористов на один год (при этом срок их заключения может продлеваться). При этом перед самой депортацией 15 марта, в тот же день, председатель Окружного суда США по округу Колумбия Джеймс Боасберг принял решение, запрещающую эту депортацию (указ президента о допустимости применения Закона о подданных вражеского государства в мирное время был оспорен в суде, и в качестве обеспечительной меры его применение запрещалось в течение 14 дней). Трамп резко раскритиковал судью Боасберга за это решение, назвав его «леворадикалом» и «безумцем», ищущим славы.
26 марта 2025 года Апелляционный суд по округу Колумбия приостановил применение указа Трампа. Администрация Трампа обжаловала это решение в Верховном суде США, и уже 7 апреля 2025 года заявила о «победе». Пять из девяти судей поддержали требование администрации США, и запрет на массовые депортации мигрантов был снят. В то же время Верховный суд обязал исполнительную власть предоставить мигрантам «разумное время» для оспаривания своей высылки в суде. Вскоре после этого двое венесуэльцев, задержанных в Нью-Йорке с целью их депортации, подали новый иск, оспаривающий решения администрации Трампа, и 9 апреля 2025 года Федеральный окружной суд Нью-Йорка временно заблокировал их депортацию. Аналогичное решение в этот же день принял Федеральный окружной суд Техаса.

## Дело Килмара Абрего Гарсии
Особенно скандальным стало дело о депортации в Сальвадор 29-летнего гражданина Сальвадора Килмара Абрего Гарсии. В 2011 году, будучи подростком, Гарсия бежал в США из Сальвадора, по его утверждениям, спасаясь от угроз преступников его семье. В 2019 году его задержала Иммиграционная и таможенная полиция США как нелегального мигранта. Иммиграционный суд отказал ему в освобождении под залог на время слушаний, сославшись на показания осведомителя полиции о его связях с MS-13. Однако, изучив материалы дела и выслушав показания Гарсии, суд всё же освободил его из-под стражи и предоставил защиту от депортации, признав, что на родине ему грозит опасность. Ещё находясь в центре содержания мигрантов в ожидании решения суда, Гарсия женился на гражданке США Васкес Суре, и вскоре у пары родился сын. До 2025 года они жили в Балтиморе, но 12 марта 2025 года Гарсию задержали и 15 марта отправили в Сальвадор вместе с прочими, кого подозревали в причастности к MS-13, где его также заключили в Центр содержания террористов. 

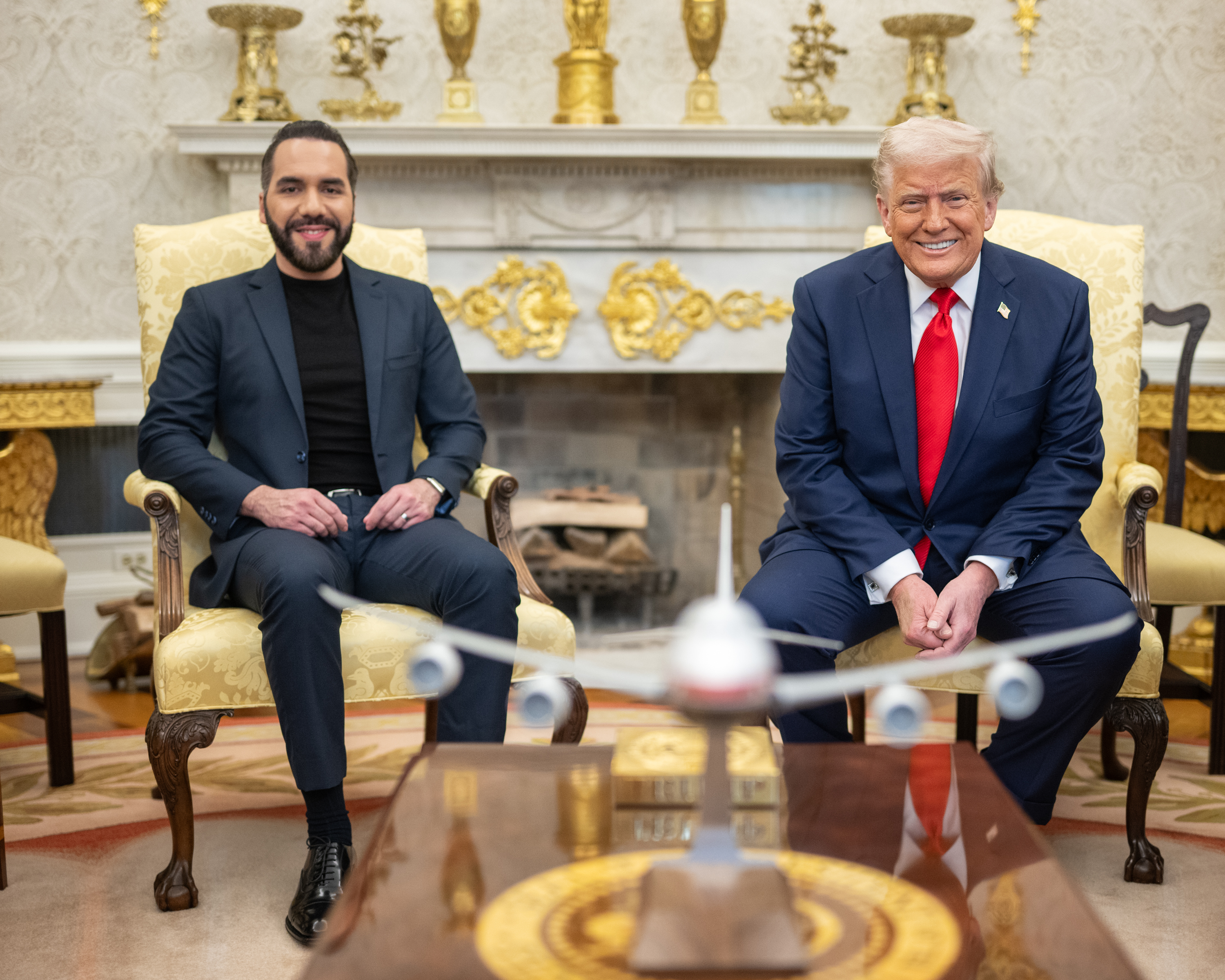
Найиб Букеле и Дональд Трамп в Белом доме, 14 апреля 2025 года

4 апреля 2025 года судья Федерального окружного суда Мэриленда Паула Ксинис, рассматривавшая дело об обжаловании депортации Гарсия, усомнилась в достоверности данных о его причастности к MS-13. Улики против Абрего Гарсии состояли всего лишь из его бейсболки и толстовки с капюшоном с символикой баскетбольной команды «Чикаго Буллз» (какие любят носить члены MS-13) и расплывчатого неподтвержденного заявления анонимного осведомителя о том, что он принадлежал к «западной» клике MS-13 в Нью-Йорке, хотя он там никогда не жил. Ксинис приняла решение, обязывающее вернуть Гарсию в США. Тем не менее, до настоящего времени он остаётся в сальвадорской тюрьме. Президент Сальвадора Букеле 14 апреля 2025 года во время своего визита в США заявил журналистам, что не имеет возможности вернуть Гарсию в США: «Как я могу вернуть его в Соединенные Штаты? Провезти его контрабандой? Конечно, я не собираюсь этого делать. Ваш вопрос абсурден». Трамп же обрушился с критикой на корреспондента CNN, задавшего вопрос о Гарсии Букеле. «Они с удовольствием выпустили бы преступника в нашу страну. Это больные люди», — сказал он Букеле.